# Braunsapis
Braunsapis är ett släkte av bin. Braunsapis ingår i familjen långtungebin.

## Bildgalleri

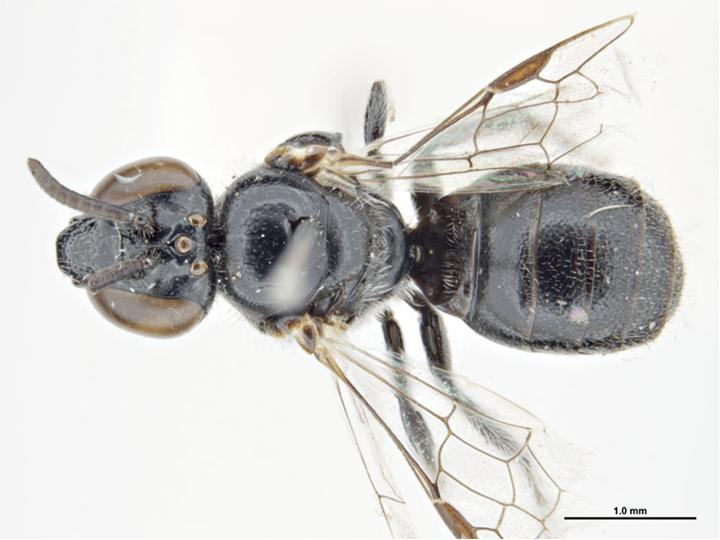
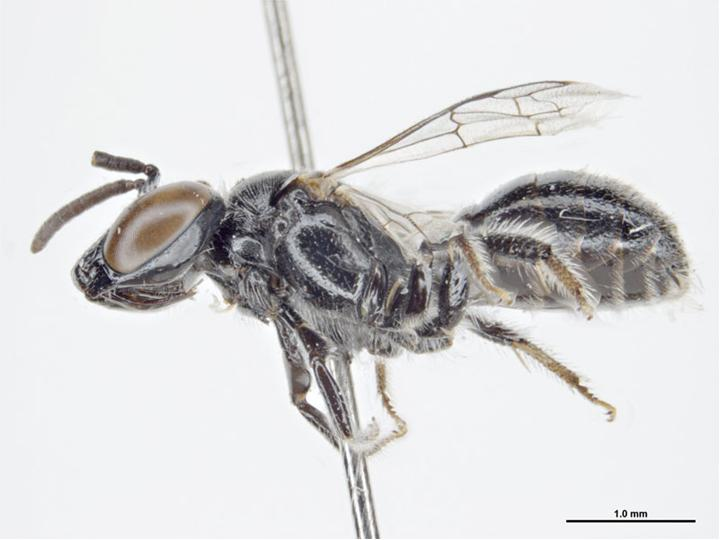
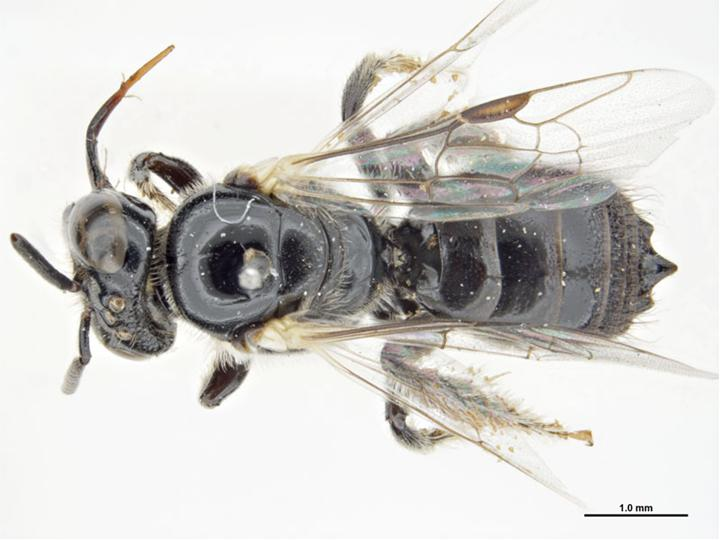
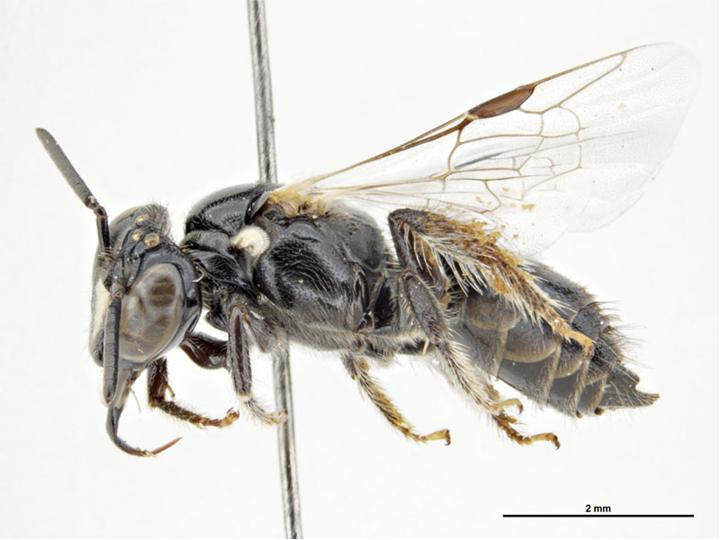
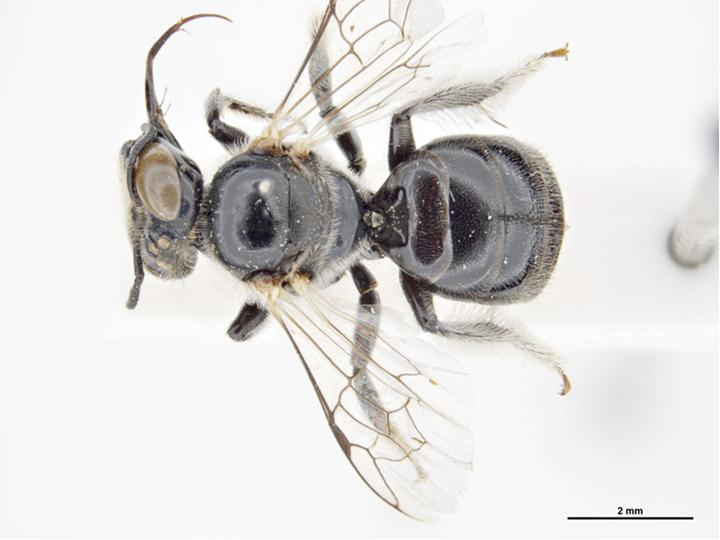
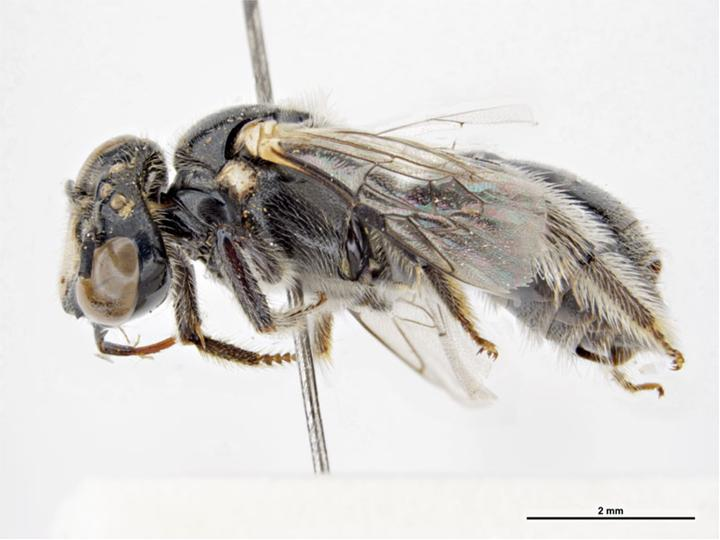

## Dottertaxa tillBraunsapis, i alfabetisk ordning[1]
- Braunsapis acuticauda
- Braunsapis affinissima
- Braunsapis albipennis
- Braunsapis albitarsis
- Braunsapis albolineata
- Braunsapis angolensis
- Braunsapis antandroy
- Braunsapis anthracina
- Braunsapis apicalis
- Braunsapis associata
- Braunsapis aurantipes
- Braunsapis aureoscopa
- Braunsapis biroi
- Braunsapis bislensis
- Braunsapis boharti
- Braunsapis bouyssoui
- Braunsapis breviceps
- Braunsapis calidula
- Braunsapis clarihirta
- Braunsapis clarissima
- Braunsapis cupulifera
- Braunsapis debilis
- Braunsapis diminuta
- Braunsapis diminutoides
- Braunsapis dolichocephala
- Braunsapis draconis
- Braunsapis elizabethana
- Braunsapis eximia
- Braunsapis facialis
- Braunsapis falcata
- Braunsapis flavitarsis
- Braunsapis flaviventris
- Braunsapis foveata
- Braunsapis fuscinervis
- Braunsapis ghanae
- Braunsapis gorillarum
- Braunsapis hewitti
- Braunsapis hirsuta
- Braunsapis hyalina
- Braunsapis indica
- Braunsapis kaliago
- Braunsapis langenburgensis
- Braunsapis lateralis
- Braunsapis leptozonia
- Braunsapis liliputana
- Braunsapis longula
- Braunsapis luapulana
- Braunsapis lyrata
- Braunsapis maculata
- Braunsapis madecassa
- Braunsapis madecassella
- Braunsapis malliki
- Braunsapis minor
- Braunsapis minutula
- Braunsapis mixta
- Braunsapis natalica
- Braunsapis nautica
- Braunsapis neavei
- Braunsapis nitida
- Braunsapis occidentalis
- Braunsapis otavica
- Braunsapis palavanica
- Braunsapis pallida
- Braunsapis paradoxa
- Braunsapis philippinensis
- Braunsapis picitarsis
- Braunsapis platyura
- Braunsapis plebeia
- Braunsapis plumosa
- Braunsapis praesumptiosa
- Braunsapis protuberans
- Braunsapis puangensis
- Braunsapis reducta
- Braunsapis reversa
- Braunsapis rhodesi
- Braunsapis rolini
- Braunsapis rubicundula
- Braunsapis rugosella
- Braunsapis signata
- Braunsapis simillima
- Braunsapis simplicipes
- Braunsapis somatotheca
- Braunsapis strandi
- Braunsapis stuckenbergorum
- Braunsapis trochanterata
- Braunsapis unicolor
- Braunsapis verticalis
- Braunsapis virilipicta
- Braunsapis vitrea